# Клубный дом
Клубный дом — на постсоветском пространстве элитный малоквартирный жилой дом, построенный (или отреставрированный) по эксклюзивному проекту в престижном благоустроенном районе для узкого круга жильцов, относящихся к одному социальному классу.
Характерными признаками клубного дома считаются: оригинальное архитектурное решение, продуманная планировка, высокие потолки, качественные строительные и отделочные материалы, дорогой интерьер и экстерьер.
Требованиями к инфраструктуре клубного дома являются: удобное расположение, огороженная и охраняемая территория, собственная подземная парковка, наличие всех коммуникаций, красивая входная группа, многоуровневые системы кондиционирования, автономная система отопления (мини-котельная).
В инфраструктуру клубного дома могут входить каминный зал, бассейн, сауна, курительная комната, фитнес-зал, бильярдная, артезианская скважина и др.

## История
В начале 2000-х гг. в Москве началась активная реставрационная застройка Остоженки и близлежащих улиц, что дало новый толчок возведению домов клубного типа, так как они строились по индивидуальным проектам и не нарушали архитектурного облика Москвы.
Претендентам на заселение предлагалось заполнить подробную анкету, которая затем проходила проверку (задавались вопросы о судимости, бизнесе, хобби). Если потенциальный покупатель соответствовал всем необходимым критериям, он становился полноправным жильцом клубного дома.

## Особенности клубных домов
От обычных жилых комплексов клубный дом отличается тщательным отбором жильцов, которые имеют сходный социальный статус и жизненную философию. Иметь квартиру в клубном доме считается престижным, будущие соседи выбираются заранее. Подбором жильцов занимаются специализированные агентства, застройщики. В ряде случаев перед покупкой будущим жильцам предлагается пройти собеседование или предоставить рекомендацию от одного из потенциальных соседей.
Клубные дома имеют малое количество квартир (не более 20-30), встречаются дома с 6-8 апартаментами. Квартиры просторные, планировка заранее согласовывается с жильцами.
Квартиры в клубных домах на открытом рынке предлагаются редко. Иногда дом полностью выкупается партнёрами по бизнесу, членами элитных клубов, где все друг друга хорошо знают.
Среди покупателей квартир в клубных домах — бизнесмены, политики, банкиры, спортсмены, а также топ-менеджеры крупных компаний.